# Giora Epstein
Áluf Misné (ezredes) Giora "Hawkeye (sólyomszem)" Epstein (héber: גיורא אפשטיין) (1938. május 20. – 2025. július 19.) az Izraeli Légierő (Khel Ha'Avir) nyugállományú repülőgép-vezetője, 17 igazolt légi győzelmével a szuperszonikus korszak „ászok ásza”, legtöbb légi győzelmet arató pilótája. Mindegyik légi győzelmét az Egyiptomi Légierő repülőgépei ellen érte el. Epstein a Khel Ha'Avir (Izraeli Légierő) aktív pilótája volt 1963-tól 1998-ig, 59 évesen szerelt le. Sok nyugállományú izraeli harci pilótához hasonlóan visszavonulása után az El-Al légitársaság utasszállító repülőgép kapitánya volt. Nevét nyugállományba vonulásáig a Moszad nemzetbiztonsági okokból titokban tartotta, a korábbi dokumentumok "G", vagy "Tzánkháni" (héberül: ejtőernyős) néven említik. Giora Even-re „héberesített” nevét használta (az Even jelentése héberül kő).

## Pályafutása kezdete
1938-ban született a Negba kibucban. Gyermekkora alatt zajlott a második világháború, és Izrael állam függetlenségi harca. Gyermekként belépett az Ifjúsági Csapatok (Gdudei Noar Gadna) nevű állami szervezetbe, mely a fiatalokat ismerteti meg a haditechnikával, katonáskodással, hasonlít az egykori MHSZ-hez vagy a szovjet DOSZAAF-hoz. 
Már 18 éves kora előtt, 1956-ban jelentkezett az Izraeli Honvédelmi Erőkhöz (Tzáváh Hágánáh Le Iszráel, röviden: Tzáhál), már nyíltan azzal a tervvel, hogy repülőgép-vezető lesz. Számításait keresztülhúzza a Szuezi válság, a harcok idejére szüneteltették a hajózószemélyzet-oktatást. A jelentkezők egy része, így Epstein is, a légierő földi személyzeteként szolgál. A későbbi ász bevetésekre készíti elő a 101. vadászosztály (Tájeszet) MD 452 Mystère gépeit. A harcok novemberben véget értek, Epsteint pedig "orvosi alkalmatlansága" miatt nem veszik fel repülőképzésre, így került az ejtőernyős csapatok közé. 495 ugrás után, 1959-ben visszavonul kibucába, és 3 évig tartalékosként (Miluim) szolgál.
1962-ben jelentkezik újra pilótának, ekkor már korábbi alkalmatlanságának oka, az úgynevezett "sportszív" megítélése nem negatív, 24 évesen, az izraeli pilóták átlagához képest meglehetősen idősen kezdi meg repülős alapkiképzését, részben emiatt is kiváló eredménnyel végez, ám helikoptervezetőnek osztják be. Az Izraeli Légierő főparancsnokánál, Ezer Weizmannál kért meghallgatást, hogy a vadászokhoz kerülhessen. Weizmannak imponált az erős motiváció, engedélyezte a beosztás módosítását, 1964-ben kerül a 105. vadászosztály állományába, Super Mystère B.2 gépre. Az itteni pilóták közül választották ki a legjobbakat szuperszonikus Mirage III átképzésre. Társai beszámolói alapján Epstein nem volt kiemelkedő repülőtudású pilóta, ám rendkívüli látásának köszönhetően mindig elsőként szúrta ki a célpontot, illetve átlagon felüli taktikai érzéke révén mindig tökéletesen átlátta a harci helyzetet, és ennek megfelelően lehetett mindig "legjobbkor a legjobb helyen".

## Hatnapos háború
Az 1967 nyár eleji konfliktus Epsteint már a 101. "Első Vadász" vadászosztály kötelékében éri, a Mirage III CJ-változatával felszerelve. A pilótakarrierje leginkább ezzel a típussal és harci egységgel kapcsolódott össze. A háború második napján, június 6-án került először harcérintkezésbe az Egyiptomi Légierő gépeivel, Bir Lakhfan térségében a földi egységeket támogató egyiptomi Szu-7-esek, illetve izraeli Mirage-ok, Super Mystère-ek között ádáz légicsata bontakozott ki. Epstein az egyik egyiptomit El Arish térségéig üldözte, majd gépágyúval megsemmisítette.
Június 8-án egyiptomi harcjármű-oszlopot támadtak gépágyúval, mikor visszafelé tartva utasításba kapta, hogy a közeli partoknál egy hajót kell azonosítani. Epstein megpróbált a vízi járművön egyértelmű jelzést találni, de hiába. Később egy harci köteléket visszaküldtek, mert egyiptominak vélték az antennáktól hemzsegő naszádot, meg is támadták, súlyos károkat okozva. Ám valójában az azóta is vitatott politikai helyzetet előidéző amerikai USS Liberty felderítőhajó volt.
A háború utolsó napján a 101-esek a 119. "Denevér" vadászosztály Mirage-aival közös akcióban vettek részt a Golan-fennsík felett. A 119-esek egyik pilótájának katapultálnia kellett. Epstein 15 km magasságból észrevette az ereszkedő ejtőernyőt, így kísérőjével, a későbbi Khel Ha'Avir parancsnok David Ivri-vel zavarótűzzel távol tudta tartani az arra tartó egyiptomi egységeket, míg a szerencsétlenül járt pilótáért a mentőhelikopter megérkezett. Az izraeli pilóta kiváló látása és figyelme a légierő számára ezúttal is nagy szolgálatot tett, a gépét elhagyó repülőgépvezető Shmuel Shefer, a Tel Nof bázis és az ottani repülőezred parancsnoka volt, fogságba esése kellemetlen lett volna Izraelnek.

## A felőrlő háború
A hatnapos háború megalázó vereséget mért Egyiptomra. Szovjet technológiai segítség által mihelyt a haderő magához tért, azonnal elkezdte próbálgatni harcászati potenciálját és ezáltal gyengíteni akarta Izrael haderejét és morálját. Az összecsapások színtere főleg a Sinai-félsziget Szuezi-csatorna közeli sivatagos területe volt, melyet az Izraeli Légierő "Texas"-ként azonosított. Egyiptom már rendelkezett a MiG–21 legmodernebb MF változatával, Izrael 1970-től rendszeresíti az F-4 Phantom II-t, Kurnass (kalapács) néven.

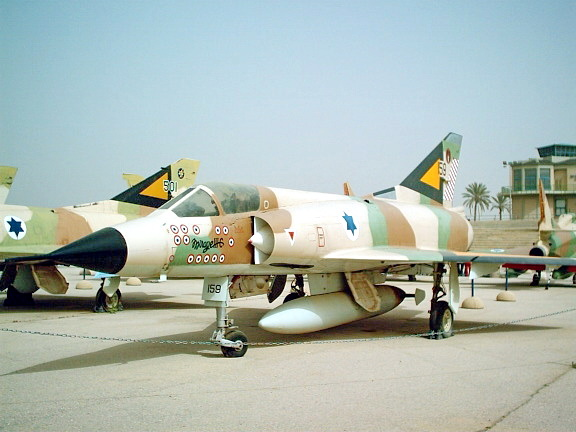
Az „59”-es. A megkülönböztető háromszögek a jom kippuri háború alatt kerültek fel rá, Epstein már terepszínű, de a háromszögektől mentes géppel harcolt.

Az összecsapások alapja volt, hogy Egyiptom egyre kijjebb tolta korszerűsödő rakétás légvédelmét, ezt akarta Izrael megelőzni a Boxer fedőnevű légicsapás-sorozatában. Ebben a 101. vadászosztály is részt vett. Az összecsapásokban 1970-ig Epstein elérte az öt légigyőzelmet, és így már megillette a "repülő ász" megnevezés. Két esetben MiG-17-et, két esetben MiG–21-et lőtt le gépágyúval. Legérdekesebb mégis a második MiG–17-tel egy napon, 1969. szeptember 11-én elért győzelme egy Szu–7 felett. Az őt üldöző egyiptomi elől olyan élesen fordult ki, hogy a jóval nagyobb szárnyterhelésű szovjet gép mikor megpróbálta követni, átesett és a földbe zuhant. Az ilyen légi győzelmeket a Khel Ha'Avir nem számítja az egyéni győzelmek közé, mivel nem egy pilóta gépének a fegyvere okozta, hanem az egység "közös" lelövési listájára kerülnek. Még egy érdekes adalék: Epstein csak az említett két győzelmét könyvelheti el a világ egyik leghíresebb „59”-es számú Mirage IIICJ ülésében. Az Izraeli Légierőnél nincsenek személyes gépek, a repülőre festett légigyőzelmek is a gép sajátjai, nem egy-egy pilótáé. Az „59”-esre összesen 12 egyiptomi és egy szír kokárda került, főként a később azon repülő, Oded Marom és Jiftah Spektor szintén kiváló vadászpilóták jóvoltából.
A felörlő háború nem csak a nem hivatalos "ász" státuszt biztosítja Epstein számára, de ekkor nevezik ki a 101. parancsnok-helyettesének, majd az összecsapások elcsendesedésével az Izraeli Légierő főparancsnokságán dolgozik.

## Jom kippuri háború
A hatnapos háború miatt Egyiptom régen készült az "ő fordulójára", és Izrael villámháborúja stílusában szerette volna rendezni konfliktusát szomszédjával. A háború elhúzódott, és a közel-kelet mindenkori legvéresebb konfliktusává nőtte ki magát.
Epsteint az emlékezetes 1973. október 6-i engesztelésnap (jom kippur) az Izraeli Légierő hadműveleti osztályán éri, ahol Avihu Ben-Nun parancsnoksága alatt hadműveleti tervezéssel és harcászati elemzéssel foglalkozik. Hetente átlag egyszer ad repülőkészültséget, ez a tétlenség az ország ekkori helyzetében a temperamentumos pilótát érthető módon frusztrálja. Csak október 18-ára kap engedélyt, hogy napi készültséget adhasson az Oded Marom által vezetett 101.-eseknél Hatzor-ban.
A október 14-én véget ért hatalmas tankcsatában a támadó Egyiptom közel 1000 tankját sikerül kb. 700 izraeli páncélosnak visszavernie a Golán-fennsíkon. Négy nappal később Izrael visszatámad, a Gazelle hadművelet során sikerül átkelnie a Szuezi-csatornán. Egyiptom későn észbekapva mindent bevet, amit csak a levegőbe tud emelni, még L–29 Delfín kiképzőgépeit is. Epstein az első háborús szolgálati napján egy, a hídfőt napalmmal szóró Mi–8 helikoptert lő le.
A következő két nap igen sűrű az izraeli pilóta karrierjében. Október 19-én délben Deversior térségében létrehozott izraeli hídfő védelmére száll fel Epstein négygépes köteléke (mivne). A támadó egyiptomi Szu-7 géppárok egyikét leválasztják a kötelékről, majd az izraeli ász az egyiket Shafrir 2 hőkeresős rakétával, a másikat gépágyúval megsemmisíti. Ugyanezen a napon délután, ugyanebben a körzetben F–4 Phantom II gépeket biztosítanak. Az őket támadó egyiptomi Szu-20-asok (körülbelül azonos a Szu-22-vel) közül kettőt Epstein rakétával semmisít meg. A Phantomokkal együtt sikerült szétzilálni az arab támadó köteléket.
Október 20-án, délután Dzsebel Ubaid térségében, a nagy keserű tavak környékén több, vegyes összetételű egyiptomi és izraeli kötelékek között heves légi csata alakul ki. Epstein az elején kilő egy MiG–21-et rakétával, majd intenzív fordulózás után még egyet gépágyúval. Nem elegendő üzemanyag, vagy műszaki hiba miatt négyesének mindhárom többi tagja elhagyja a területet. Körülbelül 20, őrá vadászó MiG–21-gyel találja magát szemben. Rendkívüli taktikai érzékének és szerencséjének köszönhetően sikerül úgy helyezkednie, hogy támadói egymást akadályozzák, mivel túl sokan vannak. Eközben sikerül még két egyiptomit gépágyúval ártalmatlanná tennie. Miután Refidim-be, a 101.-esek ideiglenes bázisára visszatér, sikeres leszállás után a fizikai fáradtságtól elájul. 48 óra alatt 9 ellenséges gépet lőtt le. Pihenésképpen 4 napot a főparancsnokságon tölt.
Az október 20.-i bevetéseit a "61"-es számú Nesher (Sas) géppel repülte, mely nagyjából a Mirage 5 izraeli másolatának tekinthető.
Október 24-én Refidimből felszállás után a felderítés ellenséget jelent a frissen elfoglalt Nakhszon (a volt egyiptomi Fayid) légibázis környékéről. Epstein köteléke gyorsan szétzavarja a támadó MiG–21-eket, az ász kettőt rakétával, egyet gépágyúval le is lő. Aznap délután lép érvénybe a tűzszünet. Megjegyzendő, hogy az Izraeli Légierőnél sem állt mindig rendelkezésre a megfelelő technika, az utóbbi, rövid bevetést Epstein kétüléses Mirage IIIBJ oktatógép kabinjában teljesítette.

## Békeidők
Giora Epstein az aktív szolgálatát Áluf Misné (ezredes)-ként fejezte be. Készültséget adott Kfir és F-16 gépeken is. Megkapta a legmagasabb izraeli katonai kitüntetést, a „Példakép Érdemrendet”. Az általa még 58 éves korában is használt F-16-os oldalára 17 légigyőzelmet jelölő egyiptomi kokárdát festettek, tehát az izraeli gyakorlattól eltérően „személyi” gépe volt, egyedi jelzésekkel.
Személyiségéről valamennyit elárul, hogy a légierőn belüli népszerűsége és vezérkari kapcsolatai révén nyitva állt előtte a politikai karrier, de ő inkább a polgári repülés felé nyitott.
A The History Channel "Dogfights" (forduló légiharc) sorozatának 2007-ben forgatott "Desert Aces" (sivatagi ászok) című részének középpontjában Epstein repülőgépvezetői karrierje áll.

## Légigyőzelmei
| 1. hatnapos     | 1967. június 6.       | Szu–7  | Mirage IIICJ | -  | gépágyú   | Sínai-félsziget, el Arish |
| 2. felörlő      | 1969. július 20.      | MiG–17 | Mirage IIICJ | 82 | gépágyú   | Sinai-félsziget           |
| 3. felörlő      | 1969. szeptember 11.  | MiG–17 | Mirage IIICJ | 59 | gépágyú   | Sinai-félsziget           |
| * felörlő       | 1969. szeptember 11.  | Szu–7  | Mirage IIICJ | 59 | manőver   | Sinai                     |
| 4. felörlő      | 1969. március 27.     | MiG–21 | Mirage IIICJ | -  | gépágyú   | Sinai-félsziget           |
| 5. felörlő      | 1969. március 27.     | MiG–21 | Mirage IIICJ | -  | gépágyú   | Sinai-félsziget           |
| 6. Jom kippuri  | 1973. október 18.     | Mi–8   | Mirage IIICJ | -  | gépágyú   | Refidim-től Ny.-ra        |
| 7. Jom kippuri  | 1973. október 19. de. | Szu–7  | Mirage IIICJ | -  | Shafrir 2 | Deversior                 |
| 8. Jom kippuri  | 1973. október 19. de. | Szu–7  | Mirage IIICJ | -  | gépágyú   | Deversior                 |
| 9. Jom kippuri  | 1973. október 19.du.  | Szu–20 | Mirage IIICJ | -  | Shafrir2  | Deversior                 |
| 10. Jom kippuri | 1973. október 19. du. | Szu–20 | Mirage IIICJ | -  | Shafrir 2 | Deversior                 |
| 11. Jom kippuri | 1973. október 20.     | MiG–21 | IAI Nesher   | 61 | Shafrir2  | Dzsebel Ubaid             |
| 12. Jom kippuri | 1973. október 20.     | MiG–21 | IAI Nesher   | 61 | gépágyú   | Dzsebel Ubaid             |
| 13. Jom kippuri | 1973. október 20.     | MiG–21 | IAI Nesher   | 61 | gépágyú   | Dzsebel Ubaid             |
| 14. Jom kippuri | 1973. október 20.     | MiG–21 | IAI Nesher   | 61 | gépágyú   | Dzsebel Ubaid             |
| 15. Jom kippuri | 1973. október 24.     | MiG–21 | Mirage IIIBJ | -  | Shafrir2  | Nakhszon/Fayid            |
| 16. Jom kippuri | 1973. október 24.     | MiG–21 | Mirage IIIBJ | -  | Shafrir2  | Nakhszon/Fayid            |
| 17. Jom kippuri | 1973. október 24.     | MiG–21 | Mirage IIIBJ | -  | gépágyú   | Nakhszon/Fayid            |

*: az Izraeli Légierő szabályai szerint nem Epstein egyéni, hanem a 101. Tájeszet közös légigyőzelme